# El Monte de Piedad
El Monte de Piedad (Monte de Piedad y Caja de Ahorros de Sevilla) fue una entidad financiera española con fines sociales creada en 1842. En 1990 se fusionó con la Caja Provincial de Ahorros y Monte de Piedad de Huelva (creada en 1941), pasando a denominarse Monte de Piedad y Caja de Ahorros de Huelva y Sevilla. En 2006, esta entidad inició un proceso de fusión con Caja San Fernando, creando Cajasol en 2007.

## Historia
En el siglo XIX ya existían una serie de entidades cristianas con una función social: los montes de piedad o montepíos. En ellos las clases bajas podían obtener dinero en efectivo entregando algunos de sus bienes.
A lo largo del siglo XIX comenzaría la creación de cajas de ahorro en España. La primera legislación gubernamental a este respecto es la Real Orden de 3 de abril de 1835, creada por iniciativa del gobernador civil de Valencia, que quería crear una en esa ciudad. A esta legislación siguieron otras, como la Real Orden del 25 de octubre de 1838 y la Real Orden del 17 de abril de 1839.
La creación de este tipo de entidades podría enmarcarse dentro del llamado "programa Medrano", y con esto se pretendía fomentar el ahorro de las "clases industriosas". Aunque se creaban con capital privado, a menudo tenían el apoyo de las entidades provinciales y locales. En muchos lugares la creación de estas entidades se ligó a los montes de piedad ya existentes como la Caja de Ahorros y Monte de Piedad de Valladolid (1841), la Caja de Ahorros y Monte de Piedad de Santander (1842), el Monte de Piedad y Caja de Ahorros de Barcelona (1844), el Monte de Piedad y Caja de Ahorros de Cádiz (1845), la Caja de Ahorros y Monte de Piedad de Palencia (1845) y la Caja de Ahorros y Monte de Piedad de Vitoria (1850).
El Monte de Piedad y Caja de Ahorros de Sevilla nació el 5 de agosto de 1842.
A lo largo de la historia, ha financiado diversas iniciativas culturales, como el tebeo Rumbo Sur, dirigido por Pedro Tabernero entre 1984 y 1992.
La Caja Provincial de Ahorros y Monte de Piedad de Huelva fue fundada el 21 de mayo de 1941 por la Diputación Provincial de Huelva. Fue conocida como Caja Huelva.
El 27 de noviembre de 1989 ambas cajas anuncian su fusión con el nombre de nombre de Monte de Piedad y Caja de Ahorros de Huelva y Sevilla. Dicha fusión tendrá lugar en 1990.
En 2006 acuerda fusionarse con la Caja San Fernando, creando una caja de ahorros llamada Cajasol, que dispondría de unas 800 sucursales. La entidad comenzaría a prestar servicios financieros en 2007.